# Армія національного визволення (Македонія)
Армія національного визволення (алб. Ushtria Çlirimtare Kombëtare) - албанське збройне формування, що діяло в Республіці Македонія в 2001 році. Незважаючи на схожість у назві з Армією визволення Косова (алб. Ushtria Çlirimtare e Kosovës), АНВ була окремою організацією.
Після закінчення конфлікту в Республіці Македонія в 2001 році згідно з Охридською угодою АНВ була розформована, однак албанське населення Македонії отримало автономію і розширені права.